# The London Sessions
Albums de Mary J. Blige
Think Like a Man Too
(2014) Strength of a Woman
(2017)
Singles
1. Therapy
Sortie : 23 septembre 2014
2. Right Now
Sortie : 27 octobre 2014
3. Whole Damn Year
Sortie : 1er décembre 2014
4. Doubt
Sortie : 9 mars 2015
5. Long Hard Look
Sortie : 22 juin 2015

The London Sessions est le douzième album studio de Mary J. Blige, sorti le 24 novembre 2014.
L'album s'est classé 1er au Top R&B/Hip-Hop Albums, 6e au Top Digital Albums et 9e au Billboard 200.

## Liste des titres
| No  | Titre                         | Auteur                                                                      | Contient un (des) sample(s) de | Durée |
| --- | ----------------------------- | --------------------------------------------------------------------------- | ------------------------------ | ----- |
| 1.  | Therapy                       | Mary J. Blige, Sam Smith, Eg White                                          |                                | 3:23  |
| 2.  | Doubt                         |                                                                             |                                | 3:59  |
| 3.  | Not Loving You                | James Napier                                                                |                                | 3:26  |
| 4.  | When You're Gone              | Blige, Napier, White                                                        |                                | 3:24  |
| 5.  | Right Now                     | Blige, Smith, Napier, Guy Lawrence, Howard Lawrence                         |                                | 3:49  |
| 6.  | My Loving                     | Blige, Romans, Rodney Jerkins                                               | My Love de Mary J. Blige       | 4:25  |
| 7.  | Long Hard Look                | Romans, Harry Craze, Hugo Chegwin, Ben Harrison, James Murray, Mustafa Omar |                                | 3:36  |
| 8.  | Whole Damn Year               | Blige, Emeli Sandé, Knox Brown                                              |                                | 4:11  |
| 9.  | Nobody But You                | Blige, Smith, Napier, M. Coleman                                            |                                | 4:38  |
| 10. | Pick Me Up                    | Blige, Sandé, Shahid Khan, Shakil Ashraf                                    |                                | 3:07  |
| 11. | Follow (featuring Disclosure) | Blige, Napier, G. Lawrence, H. Lawrence                                     |                                | 4:08  |
| 12. | Worth My Time                 | Blige, Napier                                                               |                                | 3:28  |